# Titrimetria
A titrimetria (más néven térfogatos analízis vagy egyszerűen csak titrálás) a kvantitatív kémiai analízis egyik általános laboratóriumi módszere, mely egy adott anyag koncentrációjának a meghatározására szolgál. A gravimetriával, a mikroanalízissel és a műszeres elemzéssel együtt az analitikai kémia ágaihoz tartozik. Tehát a titrálás fontos kémiai analitikai technika, amely nemcsak kémiai elemek, hanem vírusok és baktériumok mennyiségi meghatározására is alkalmas.
A titrálási folyamat egy ismert koncentrációjú mérőoldat lassankénti adagolását jelenti a meghatározandó/mérendő anyag oldatához mindaddig, amíg egy indikátornak nevezett jelzőfolyadék, vagy egy mérőberendezés azt nem mutatja, hogy a mért anyagot a mérőoldat kémiailag teljesen fel nem használta. Ezt a titrálási pontot a titrálás végpontjának nevezzük, a felhasznált mérőoldatmennyiséget pedig mérőoldatfogyásnak. Az egységnyi (cm³) mérőoldat által mért anyagmennyiség (pl. mg) a titer.
A titrimetriát a kémiai reakció típusa szerint, valamint a végpont jelzése szerint csoportosíthatjuk.

## Titrálási módszerek

A végpontot színváltozó indikátorral jelző titrálás

### Semlegesítés
A semlegesítésre, sav-bázis reakcióra alapozott titrálás (acidi-alkalimetria) a végpont jelzésére – gyakran speciálisan erre a célra fejlesztett – kémiai vegyületeket (indikátorokat) vagy elektromos jelzőberendezéseket használ. Ez utóbbi az oldat szabványos körülmények között mért elektromos vezetőképességét vagy feszültségét méri a végpont meghatározására. Az utóbbi két módszer neve konduktometriás, illetve potenciometriás titrálás.

### Redoxi titrálás
Redoxi titrálás esetén az egyik reagáló anyag oxidálódik, a másik redukálódik a titrálás alatt. Ezen módszert alkalmazva a végpont mérésére vagy egy feszültséget mérő potenciométer használandó, vagy egy redox indikátor.

### Komplexometriás titrálás
A komplexometriás vagy kelatometriás titrálás az egyes elemek komplex vegyületeket képző tulajdonságát használja, amikor a komplexképződés színváltozással jár. A komplexometriás titrálás jó alkalmazási területe lehet több fémion mennyiségi meghatározásának oldatban, de a feltétel az, hogy több zavaró komplex ne jöjjön létre. Az EDTA (etilén-diamin-tetraecetsav) kiválóan alkalmas kelátképző vegyületnek bizonyult. A titrálás ennek oldatával történik egy indikátor, például eriokróm fekete T jelenlétében.

### Csapadékos titrálás
A csapadékos titrálás alapja a meghatározandó ion és a mérőoldat hatóanyaga közötti csapadékképződés. Az analitikai célra felhasználható reakcióknak több követelménynek is meg kell felelniük, ezért ezen módszer alkalmazási köre viszonylag szűk, többnyire vízoldhatatlan ezüstsók képződésére korlátozódik (argentometria).

### Biokémiai alkalmazás
Egy speciális titrálás alkalmazható baktériumok vagy vírusok kvantitatív mennyiségi meghatározására is, ahol a titrálás végét az indikátor helyett a baktérium vagy a vírus jelenléte ill. távolléte mutatja.

### Zéta potenciál
A titrálás egy másik alkalmazási területe a zéta potenciál indikátorkénti használata heterogén rendszerekben.

## Titrálás

Alkalimetriás titrálás animációja

A titrálás az analitikai kémia része. A térfogatos elemzési módszerek alkalmazása közben a pontosan mért vizsgálandó anyag oldatához olyan ismert töménységű mérőoldatot adunk, amely a meghatározandó vegyülettel gyorsan és teljesen végbemenő reakcióba lép. A vizsgálat során a fogyott mérőoldat térfogatából a keresett vegyület mennyisége a reakcióegyenlet alapján kiszámítható. A meghatározás akkor pontos, ha a mérőoldatból annyit adagolunk, amennyi a reakció befejezéséhez éppen szükséges. A sav-bázis titrálásnál a meghatározáshoz használt mérőoldat sav- vagy lúgoldat. A titrálás során a közömbösítéshez fogyott mérőoldat térfogatából és pontos koncentrációjából a reakcióegyenlet alapján következtethetünk a vizsgált minta mennyiségi összetételére. A titráláshoz elkészülő törzsoldatot adott térfogatú mérőlombikban készítjük el, a minta kimérését hasas pipettával végezzük, amely a lehető legpontosabb térfogatmérést teszi lehetővé. A törzsoldat kis részleteit a pipettával széles szájú lombikba, ún. titrálólombikba mérjük ki, és ehhez a mérőoldatot bürettával adagoljuk. A mérőoldat koncentrációját {\displaystyle \mathrm {\frac {mol}{dm^{3}}} }-ben adjuk meg, pontosságát a faktorral fejezzük ki. A faktor az a szám, amely megmutatja, hogy 1 ml mérőoldat hány ml pontos mérőoldatnak felel meg. Ha  
- F = 1, akkor pontos a mérőoldatunk;
- F > 1, akkor töményebb a mérőoldatunk;
- F < 1, akkor hígabb a mérőoldatunk.

A titrálás alatt a titrált oldat összetétele folyamatosan változik. A meghatározandó anyag koncentrációja fokozatosan, majd a reakció befejeződésekor a titrálás végpontjában ugrásszerűen csökken. A reakció végpontjának jelzésére általában indikátorokat alkalmazunk. Leggyakrabban használt indikátorok: metilnarancs (átcsapás: pH 3,1-4,4), metilvörös (átcsapás: pH 4-4-6,2), fenolftalein (átcsapás: pH 8,2-10,00).
Az előbb említett indikátorok sav-bázis titrálásnál alkalmazhatóak, a titrálás másik típusa a redoxi titráláshoz tartozó permanganometria és jodometria. Permanganometria esetén a mérőoldatot kálium-permanganátból készítjük általában 0,02 mol/dm³ töménységűre, a vizsgálandó anyaghoz pedig mangán-szulfátot adunk katalizátorként, és kénsavat, mivel a reakció savas közegben zajlik. A reakció lassabb, mint a sav-bázis titrálásoknál, a vizsgálandó anyag melegítésével gyorsítható. Ilyenkor az indikátor maga a mérőoldat, mivel a folyamat során a permanganátionok lila színe eltűnik, az oldat először erősebb sárgás barna, a titrálás végéhez közeledve halványabb sárga lesz, majd az átcsapási ponton barackvirág[forrás?] színű.

## Előkészítés

### Mérőoldat előkészítése
A titrimetria egy anyag elemi összetételének titrálás segítségével való meghatározását jelenti. Az összetételt általában tömegszázalékban adjuk meg. Ahhoz, hogy egy anyag ismeretlen elemtartalmát meghatározhassunk, tudnunk kell, hogy a mérőoldatunk egységi térfogata a mérendő elem milyen súlyával egyenértékű. Ezt gyakorlatilag kell megállapítani. A mérőoldat készítésére egy hozzávetőleges mérőanyagmennyiséget analitikai mérlegen milligramm pontosságra lemérünk, amit egy pontosan kalibrált mérőlombikba téve azt desztillált vízzel feltöltjük, de nem teljesen, úgy, hogy az összoldatmennyiség termosztatikus fürdőben való esetleges kiterjedése esetén se emelkedjen a lombik jele fölé. A lombikon nemcsak a térfogat, hanem a hőmérséklet is jelezve van. A helyes hőmérséklet elérése után a lombikot a nyakán jelzett térfogatot jelző vonalig feltöltjük. Az oldat most alapos felrázással való keverés után kész, de az egyenértékűséget egy analitikai mérlegen pontosan kimért mennyiségű, az elemre előzetesen analizált minta titrálásával kell meghatározni, amit tanácsos pontosság céljából háromszor megismételni. A kalibrálás meghatározza, hogy pontosan mennyi mérendő elemmennyiségnek felel meg a mérőoldat egységnyi térfogata.

### A titrálás lefolyása
A titrálás folyamán ismert koncentrációjú mérőoldatot adagolunk cseppenként a mérendő anyag oldatát tartalmazó lombikba annak állandó kavarása közben. Színváltozó indikátor használata esetén minden csepp adagolásakor színváltozás lép fel a mérendő anyag oldatában, de az keverésre visszaváltozik. A végpontot tartós színváltozás mutatja. Mivel a titrálás elsődleges célja annak megállapítása, hogy a pontosan lemért mintánk mennyi mérőoldatot igényelt, ezt a büretta kezdeti szintje és a titrálás végpontja elérésével leolvasott szintje közötti oldattérfogatból állapítjuk meg.

### Az eredmény kiszámítása
A végső cél egy anyag kémiai összetételének megállapítása, amit általában tömeg%-ban adunk meg. Előzetesen meghatároztuk, hogy a mérőoldat egységnyi térfogata súlyban mérve mennyi mérendő elemet képvisel. Tudjuk, hogy milyen mérőoldattérfogatot használtunk a titrálásban és analitikai pontossággal megmértük a mintát. Ezekből az adatokból a mintának az elemtartalma törtben, vagy tömegszázalékban kifejezve kiszámítható.